# Pilar Quintana
Pilar Quintana (Cali, Colombia, 1 de enero de 1972) es una escritora colombiana, ganadora del Premio Alfaguara de Novela del año 2021.

## Biografia de Pilar Quintana
(No tiene padres) 
En 2007 fue elegida como una de las 39 escritoras menores de 39 años más destacados de América Latina por el Hay Festival. En 2010 su novela Coleccionistas de polvos raros recibió el premio La Mar de Letras, otorgado por el festival La Mar de Músicas de Cartagena, España. En 2011 representó a Colombia en el International Writing Program de la Universidad de Iowa.
En 2018 su novela La perra recibió el IV Premio Biblioteca de Narrativa Colombiana. En el acta del jurado leída por Alonso Cueto, se escribió acerca de la novela: “ante todo, la gran economía y calidad literaria de la prosa; su capacidad de mostrar una extraordinaria opresión en medio de una gran apertura e inmensidad geográfica. El libro se lee sin pausa y su historia confluye hacia la descripción sin estridencias retóricas de un pequeño drama que se relata de manera serena, firme y luminosa”.
En 2021 ganó el XXIV Premio Alfaguara de Novela con la obra titulada "Los abismos", un libro en el que trata las relaciones familiares desde la perspectiva de una niña. En esta edición se presentaron más de 2400 obras en las que el jurado formado por Héctor Abad Faciolince como presidente, junto a Irene Vallejo, Cristina Fuentes La Roche, Ana Merino, Xavi Ayén, Xavier Vidal y Pilar Reyes seleccionó la obra de Quintana.

## Obra
Su obra se caracteriza por estar relacionada con aspectos de la violencia colombiana, el erotismo y el realismo.
Ha publicado las novelas Cosquillas en la lengua (Planeta, 2003), Coleccionistas de polvos raros (Norma, 2007; El Aleph, El Cobre, 2010), Conspiración iguana (Norma, 2009); la colección de cuentos "Caperucita se come al lobo" (Cuneta, 2012) y La perra (Random House, 2017), además de cuentos en revistas y antologías de Latinoamérica, España, Italia, Alemania, Estados Unidos y Filipinas.
En 2018 su novela La perra recibió el IV Premio Biblioteca de Narrativa Colombiana. En el acta del jurado leída por Alonso Cueto, se escribió acerca de la novela: “ante todo, la gran economía y calidad literaria de la prosa; su capacidad de mostrar una extraordinaria opresión en medio de una gran apertura e inmensidad geográfica. El libro se lee sin pausa y su historia confluye hacia la descripción sin estridencias retóricas de un pequeño drama que se relata de manera serena, firme y luminosa.

## Publicaciones

### Novelas
- Cosquillas en la lengua. Editorial Planeta, 2003, Bogotá.
- Coleccionistas de polvos raros. Grupo Editorial Norma, 2007, Bogotá. Barcelona: El Aleph, 2010 (edición revisada).
- Conspiración iguana. Grupo Editorial Norma, 2009, Bogotá.
- La perra. Literatura Random House, 2017, Bogotá. Ganadora del IV Premio Biblioteca de Narrativa Colombiana.
- Los abismos. Alfaguara, 2021. Ganadora del XXIV Premio Alfaguara de Novela.

### Colecciones de cuento
- Caperucita se come al lobo. Santiago de Chile: Editorial Cuneta, 2012.

### Cuentos en antologías entre 2007 y 2010
- "Violación". B 39: Antología de cuento latinoamericano. Bogotá: Ediciones B, 2007.
- "El hueco". Etiqueta Negra, agosto de 2008.
- "La nueva aventura Caperucita Roja, donde ella se come al lobo". SoHo, octubre de 2008.
- "Olor". Eñe: Nuevos escritores de América Latina, invierno de 2008.
- "El estigma de Yossef". Avianca, diciembre de 2008.
- "Una segunda oportunidad". El corazón habitado: Últimos cuentos de amor en Colombia. Cádiz: Algaida, 2010.
- "No sos vos, es tu...". SoHo, noviembre de 2010.

## Reconocimientos
- 2010 Premio "La mar de letras" con Coleccionistas de polvos raros
- 2017 Premio Biblioteca de Narrativa Colombiana con La perra
- 2021 Premio Alfaguara de Novela[6] con Los abismos